# Боробия
Боробия (на испански: Borobia) е община, разположена в провинция Сория, автономна област Кастилия и Леон, Испания. Според преброяването от 2004 г. (Национален институт по статистика на Испания) общината има население от 347 жители.
В Боробия е родното място на конкистадора Тристан де Луна.